# Togon Temür mongol kán
Togon Temür, kínai nevén Pejercsecsin Tohuan Tiemuer (1320. május 25. – 1370. május 23.) a mongol eredetű Jüan-dinasztia utolsó uralkodója, kínai császár 1333-tól 1368-ig. Uralmának sorozatos felkelések vetettek véget.

## Élete
Togon Temür Kutait Kosila fiaként született, és testvére, a rövid életű Bordzsigin Rincsinbal halála után, 13 éves korában került a trónra. Gyengekezű uralkodónak bizonyult, aki szívesebben töltötte az idejét ágyasaival és a lámaizmus tanításainak tanulmányozásával, mintsem az államügyekkel. Uralkodásának első éveiben a tényleges hatalom El Temür, majd a kínaiakat gyűlölő Bajan miniszterelnök kezében volt, aki különféle megszorító intézkedéseket léptetett életbe: eltörölte a hivatalnoki vizsgarendszert, megtiltotta a kínaiaknak bizonyos színű ruhák és bizonyos írásjelek használatát, és tömeges kivégzéseket is tervbe vett (az áldozatokat a nevük alapján válogatta volna ki). Bajan működése a rossz gazdasági rendszerrel együtt lázadáshoz vezetett, és 1339-ben Bajant száműzték.
Togon Temür a következő évtizedekben sem érdeklődött jobban a politika iránt, ezúttal buddhista papokra és eunuchokra bízta Kína irányítását. Ezt látva legidősebb fia összeesküvést szőtt a császár megbuktatására, de az összeesküvés nem járt sikerrel.
1368-ban ismét felkelés tört ki, ezúttal Csu Jüan-csang vezetésével. A császárt miniszterei nem tudták rábeszélni, hogy vegye fel a harcot a lázadóval és védje meg örökségét. Togon Temür ehelyett az északi sztyeppékre menekült, és ott még 2 évig uralkodott. 1370-ben hunyt el, de utódai a 17. század elejéig uralkodtak az általa megalapított Északi Jüan-dinasztia országában. Közvetlen mongol utóda fia, Biligtü kán lett.
Kína Csu Jüan-csang kezébe került, aki Hung-vu néven császárrá kiáltotta ki magát, és megalapította a Ming-dinasztiát.

### Feleségei
Danasiri császárné 1320-ban született El-Temür katonatiszt lányaként. Testvére Tangicci. Egyetlen fia született, Maha aki kanyaróban hunyt el. Danashiri érintett volt egy sikertelen felkelésben. 1335-ben megpróbálta megakadályozni bátyja kivégzését, sikertelenül. Ezután száműzték, majd megmérgezték.[forrás?]
Bayan Khutugh 1324-ben született Bolod Temür lányaként. 1337-ben koronázták meg. 29 évig volt császárné majd, 42 éves korában hunyt el 1365. szeptember 8-án. Állítólag Ki császárné mikor átnézte Bayan császárné ruháit, nevetve megjegyezte: „Hogy lehetett császárné és elsődleges feleség, aki így öltözködött?”
Harmadik felesége Ki császárné volt.

## Lásd még
- A Jüan-dinasztia családfája

| Előző uralkodó: Bordzsigin Rincsinbal | Kínai császár 1333 – 1368 | Következő uralkodó: Hung-vu |

| Előző uralkodó: Bordzsigin Rincsinbal | Mongol nagykán 1333 – 1370 | Következő uralkodó: Biligtü |